# Le Chemin de l'espérance (essai)
Pour les articles homonymes, voir Le Chemin de l'espérance.
Le Chemin de l'espérance est un essai de Stéphane Hessel et Edgar Morin publié en 2011. 